# بني منسليمان (بني بوزرة)
بني منسليمان هي إحدى مشيخات المملكة المغربية، تتبع جغرافيا لإقليم شفشاون وإداريًا لبني بوزرة. يقدر عدد سكانها بـ 3783 نسمة حسب الإحصاء الرسمي للسكان والسكنى لسنة 2004.